# Aingers Green
Aingers Green is een gehucht in het bestuurlijke gebied Tendring, in het Engelse graafschap Essex. Het maakt deel uit van de civil parish Great Bentley en ligt ongeveer een kilometer ten zuiden van die plaats.